# Kühriedermühle
Kühriedermühle ist ein Gemeindeteil der Gemeinde Teunz im Landkreis Schwandorf (Oberpfalz, Bayern).

## Geographische Lage
Die Einöde Kühriedermühle liegt ungefähr fünf Kilometer nördlich von Teunz am Tannenbach, der etwa drei Kilometer weiter nördlich aus dem Zusammenfluss vieler Quellbäche entsteht, die an den Hängen von Schwangbühl, Eisberg, Hoher Rainstein und Wildenstein entspringen. Bei Fuchsberg bildet der Tannenbach zusammen mit Höcherlbach, Hundsgraben und Miesbach die Faustnitz (auch Trausnitz genannt).

## Geschichte
Zum Stichtag 23. März 1913 (Osterfest) war Kühriedermühle Teil der Filialkirche Wildeppenried und hatte ein Haus und 7 Einwohner.
Wildstein bildete 1969 zusammen mit Burkhardsberg, Gutenfürst, Haidhof, Hermannsried, Höcherlmühle, Kühried, Kühriedermühle, Ödreichersried und Zieglhäuser die Gemeinde Wildstein mit insgesamt 475 Einwohnern und 1276 ha Fläche.
Am 31. Dezember 1990 hatte Kühriedermühle 5 Einwohner und gehörte zur Expositur Wildeppenried.